# Wisłoczek
Wisłoczek (pierwotnie: Międzyrzecze) – wieś w Polsce położona w województwie podkarpackim, w powiecie krośnieńskim, w gminie Rymanów.

## Położenie
Wieś leży w niewielkiej dolince, w środkowym biegu potoku Wisłoczek (dopływ Wisłoka), pomiędzy grupą Jawornika na południu a Wzgórzami Rymanowskimi na północy. Droga dojazdowa do wsi prowadzi z Rudawki Rymanowskiej w dolinie Wisłoka, w górę dolinki Wisłoczka.

## Historia
W 1366 r. kanclerz Janusz Suchywilk od swoich rodziców otrzymał Wisłoczek, Duklę, Kobylany, Chyrową, Mszanę, Surowicę. 28 sierpnia 1366 roku we Włodzimierzu Janusz Suchywilk przekazał swoje dobra bratankom Piotrowi i Mikołajowi. Byli to synowie Jakusza Cztana ze Strzelc. Ustanowił w ten sposób pierwszą ordynację w Polsce. Kazimierz Wielki potwierdził ten dokument. Wisłoczek w tym czasie graniczył od wschodu z dobrami Piotra de Hungaria, któremu Kazimierz III Wielki nadal w dniu 25 czerwca 1361 roku puste miejscowości we wsi Boiska. Kodeks Dyplomatyczny Małopolski tom III, str. 741, z 1361, podaje że Zboiska: „Boyscza ad Sanctum Petrum in Bukowsko in Flumine Sanoczek sita” w roku 1361 dzięki nadaniom Kazimierza Wielkiego stały się własnością rycerzy przybyłych z Węgier, braci Piotra i Pawła (zob. Balowie). Przywilej królewski pod tą samą datą wymienia również inne wsie będące we władaniu Piotra i Pawła, a mianowicie Wisłok, Radoszyce, Jurowce, Srogów, Dydnię, Temeszów i inne. Za te oraz inne nadania on oraz jego bracia mieli stawiać się na wyprawy wojenne z dwoma łucznikami.
Wisłoczek – wówczas jeszcze pod nazwą Międzyrzecze - lokowany został na prawie niemieckim w końcu XIV w. (1391?) przez Iwana z Goraja. W 1512 r. przeniesiony został na prawo wołoskie. Wieś prawa wołoskiego w latach 1501–1550, położona w ziemi sanockiej województwa ruskiego. W XVI wieku do wsi mogła należeć jako przysiółek późniejsza odrębna wieś Tarnawka. Nazwa Wisłoczek utrwaliła się prawdopodobnie w XVII wieku. W 1673 r. po najeździe wojsk Rakoczego i klęskach moru zostało tu jedynie 18 zamieszkałych chałup, jednak w 1880 r. wieś liczyła znów ponad 800 mieszkańców. Do początku lat 40. XX wieku była to wieś o ludności prawie czysto łemkowskiej: w 1939 r. liczyła 770 mieszkańców, z czego 765 Łemków i 5 Żydów. Działała tu czytelnia ukraińskiego stowarzyszenia oświatowego „Proswita” i spółdzielnia „Werchowyna”.
W połowie XIX wieku właścicielkął posiadłości tabularnej Wisłoczek była Józefa Gorczyńska. W 1911 właścicielem tabularnym był Smolej Kuźno i wspólnicy, posiadający 42 ha.
25 kwietnia 1946 r. ludność Wisłoczka została wywieziona w eskorcie żołnierzy 32 pułku piechoty WP na stację kolejową w Zarszynie, a stamtąd na Ukrainę. Zabudowania zostały spalone. W latach 50. założono tu PGR, ale ten wkrótce upadł, a jego pracownicy wyjechali. Dolina przez kolejne lata była praktycznie bezludna. Dopiero w 1969 r. osiedlili się tu mieszkańcy Śląska Cieszyńskiego, wyznania zielonoświątkowego.
W latach 1975–1998 miejscowość administracyjnie należała do województwa krośnieńskiego.
W Wisłoczku znajduje się zbór Ewangelicznej Wspólnoty Zielonoświątkowej oraz zbór o charakterze zielonoświątkowo-jednościowym, związany z ruchem Williama Marriona Branhama.

## Turystyka
W okresie wakacyjnym we wsi działa studencka baza namiotowa (baza namiotowa w Wisłoczku).
W pobliżu tej bazy kaskada na potoku Wisłoczek – kilkumetrowej wysokości wodospad.
Szlaki rowerowe:
- Rowerowy szlak etnograficzny – 31 km. Pętla: Rymanów, Bartoszów, Sieniawa, Mymoń, Pastwiska, Rudawka Rymanowska, Wisłoczek, Rymanów-Zdrój, Rymanów.